# Municipio de Grove (condado de Worth)
El municipio de Grove (en inglés: Grove Township) es un municipio ubicado en el condado de Worth en el estado estadounidense de Iowa. En el año 2010 tenía una población de 2200 habitantes y una densidad poblacional de 29,24 personas por km².

## Geografía
El municipio de Grove se encuentra ubicado en las coordenadas 43°27′55″N 93°11′35″O / 43.46528, -93.19306. Según la Oficina del Censo de los Estados Unidos, el municipio tiene una superficie total de 75.23 km², de la cual 75,23 km² corresponden a tierra firme y (0,01 %) 0,01 km² es agua.

## Demografía
Según el censo de 2010, había 2200 personas residiendo en el municipio de Grove. La densidad de población era de 29,24 hab./km². De los 2200 habitantes, el municipio de Grove estaba compuesto por el 97,41 % blancos, el 0,5 % eran afroamericanos, el 0,14 % eran amerindios, el 0,09 % eran asiáticos, el 0,82 % eran de otras razas y el 1,05 % eran de una mezcla de razas. Del total de la población el 2,09 % eran hispanos o latinos de cualquier raza.